# Ljubno
Ljubno é um município da Eslovênia. A sede do município fica na localidade de Ljubno ob Savinji.